# La Sentinelle (Clarke)
Pour les articles homonymes, voir La Sentinelle.
Ne doit pas être confondu avec Sentinelle, une nouvelle écrite par Fredric Brown.
La Sentinelle (titre original : The Sentinel) est une nouvelle de science-fiction d'Arthur C. Clarke, qui a inspiré 2001, l'Odyssée de l'espace. 

## Parutions

### Parutions au Royaume-Uni
La nouvelle a été écrite en 1948 pour un concours de la BBC mais n'a été publiée qu'en 1951 dans le magazine Story Fantasy sous le titre Sentinel of Eternity.

### Parutions en France
Elle a été publiée à de nombreuses reprises en France, et notamment dans le recueil Histoires d'envahisseurs.

## Résumé
Une équipe d'astronautes atterrit sur la Lune et découvre, lors d'une exploration de la Mer des Crises, une pyramide de cristal construite sur une falaise. L'analyse de la poussière cosmique située sur la surface de cette pyramide montre que celle-ci a été édifiée il y a environ deux milliards d'années, alors même que la vie n'existait pas sur Terre.
Le narrateur, qui est un géologue de l'équipe d'exploration, y voit immédiatement le symbole d'une intervention extraterrestre et imagine qu'il s'agit d'une « sentinelle », placée là pour savoir quand les humains atteindront cet endroit et seront donc devenus une civilisation intelligente apte au voyage spatial.
La nouvelle se termine par ces mots : « Je ne peux plus regarder la Voie Lactée sans me demander de quelle constellation viendront les émissaires. Si vous me pardonnez cette plate comparaison, nous avons déclenché l'alerte à incendie et nous n'avons plus qu'à attendre les pompiers. Je ne pense d'ailleurs pas que nous ayons longtemps à attendre. ».